# TAKE (マジシャン)
TAKE（たけ、本名：竹島良之）は、日本のマジシャン。岐阜県羽島郡岐南町出身。

## 略歴
Mr.マリックに感銘を受けて小学生6年生からマジックを始め、その頃から学校の行事などでマジックを披露する。
卒業後はサラリーマンとして働きながら手品教室にも通い、2015年4月にプロのマジシャンとなる。
2018年には「ラスベガスでマジックを行う」という念願を叶える。
現在は、岐阜県内を中心にイベントなどでマジックを披露する他、老人養護施設などでマジック教室を行う。
2021年3月31日、プロマジシャンとしての活動からの引退を表明した。アマチュアとしてはマジシャンを続ける。

## 人物
テーブルで行うトランプマジックを得意とする他、女性パートナーのAKARIと共にイリュージョンも行う。
また、自分でマジックやイリュージョンを行なうだけでなく、その道具の作製も行う。

## メディア出演
- テレビ愛知「薬師寺流」[3]
- テレビ愛知「motto」[3]